# Distrito de Dunakeszi
El distrito de Dunakeszi (húngaro: Dunakeszi járás) es un distrito húngaro perteneciente al condado de Pest. Forma parte del área metropolitana de Budapest.
En 2013 tiene 78 757 habitantes. Su capital es Dunakeszi.

## Municipios
El distrito tiene 3 ciudades (en negrita) y un pueblo (población a 1 de enero de 2013):
- Csomád (1546)
- Dunakeszi (40 441) – la capital
- Fót (18 927)
- Göd (17 843)